# Galagoides
Galagoides és un gènere de tres espècies de primats estrepsirrins oriünds de l'oest i el centre d'Àfrica. Tenen una llargada de cap a gropa de 7–17 cm, la cua d'11–23 cm i un pes de menys de 150 g.
El 2017 se'n separaren diverses espècies per formar el gènere Paragalago. Galagoides i Paragalago no són tàxons germans, sinó que és possible que la mida tan petita que comparteixen no sigui més que un cas d'evolució convergent. Estan separats pel Rift d'Àfrica Oriental.